# Pterogorgia turgida
Pterogorgia turgida är en korallart som beskrevs av Ehrenberg 1834. Pterogorgia turgida ingår i släktet Pterogorgia och familjen Gorgoniidae. Inga underarter finns listade i Catalogue of Life.